# Battulgyn Teműlen
Battulgyn Teműlen nebo Temuulen Battulga, (* 10. července 1989) je mongolský zápasník–judista.

## Sportovní kariéra
V mongolské seniorské reprezentaci se pohybuje od roku 2009, kdy zastupoval v polotěžké váze zraněného Tüvšinbajara. V roce 2012 s Tüvšinbajarem prohrál olympijskou nominaci na olympijské hry v Londýně. Od roku 2014 zápasí v těžké váze. V roce 2016 se kvalifikoval na olympijské hry v Riu a vypadl v prvním kole s Alžířanem Mohamedamínem Tajíbem. Na zahajovácím ceremoniálu olympijských her v Riu nesl vlajku své země.

### Vítězství
- 2011 – 1x světový pohár (Ulánbátar)
- 2012 – 1x světový pohár (Ulánbátar)
- 2014 – 1x světový pohár (Taškent)
- 2016 – 1x světový pohár (Ulánbátar)

## Výsledky
| Olympijské hry    | —  |    |     |     | —  |    |     |    | úč. |  |  |  |  |  |  |  |  |  |  |  |  |
| Mistrovství světa |    | 7. | úč. | úč. |    | —  | úč. | —  |     |  |  |  |  |  |  |  |  |  |  |  |  |
| Asijské hry       |    |    | —   |     |    |    | —   |    |     |  |  |  |  |  |  |  |  |  |  |  |  |
| Mistrovství Asie  | —  | 3. |     | —   | 3. | 3. |     | 5. | 5.  |  |  |  |  |  |  |  |  |  |  |  |  |
| MS juniorů        | 3. |    |     |     |    |    |     |    |     |  |  |  |  |  |  |  |  |  |  |  |  |